# Allons (Lot i Garonna)
Allons – miejscowość i gmina we Francji, w regionie Nowa Akwitania, w departamencie Lot i Garonna.
Według danych na rok 1990 gminę zamieszkiwały 152 osoby, a gęstość zaludnienia wynosiła 2 osób/km² (wśród 2290 gmin Akwitanii Allons plasuje się na 1024. miejscu pod względem liczby ludności, natomiast pod względem powierzchni na miejscu 62.).